# Fürstenberg-topológia
A Fürstenberg-topológia egy Hillél Fürstenberg által 1955-ben konstruált topológia az egész számok halmazán. A konstrukció gyakorlati jelentősége csekély; inkább azért említésre méltó, mert segítségével topológiai eszközökkel bizonyítható, hogy végtelen sok prímszám létezik. A prímszámok halmazának végtelensége már Eukleidész előtt is ismert volt, ő azonban kézenfekvő módon, algebrai-számelméleti eszközökkel bizonyította az állítást. Jóval később, a 19. században a prímszámtétel egyszerű következményeként a matematikai analízis eszközeit felhasználó bizonyítás is született. Azonban a számelmélet és a topológia a matematikának egymástól távol eső ágai, így váratlan, meglepő és érdekes tény, hogy egy alapvető számelméleti tényt topológiai eszközökkel is igazolni lehet.

## Definíció
Tetszőleges {\displaystyle a,b\in \mathbb {Z} } egész számra jelölje {\displaystyle \ N_{b}(a)} az {\displaystyle \{a+bj|j\in \mathbb {Z} \}} számtani sorozatot. A Fürstenberg-topológiában nyíltnak nevezünk egy {\displaystyle G\subset \mathbb {Z} } halmazt, ha minden {\displaystyle a\in G} számra létezik olyan {\displaystyle b\in \mathbb {Z} }, hogy {\displaystyle N_{b}(a)\subset G}. Az üres halmaz és maga {\displaystyle \mathbb {Z} } így nyíltak, két nyílt halmaz metszete maga is nyílt és nyíltak uniója szintén nyílt, ezért a nyíltnak definiált halmazok valóban topológiát alkotnak. A Fürstenberg-topológia tehát az egész számokból álló, mindkét irányban végtelen számtani sorozatok által generált topológia {\displaystyle \mathbb {Z} } elemein.

## Tulajdonságai
A Fürstenberg-topológiában minden nemüres nyílt halmaz végtelen. Egy véges halmaz komplementere tehát nem lehet zárt.
{\displaystyle N_{b}(a)=\mathbb {Z} \setminus \bigcup _{j=1}^{a-1}N_{b}(a+j)},
tehát {\displaystyle \ N_{b}(a)} előáll egy nyílt halmaz komplementereként, így egyben zárt is.

## A prímszámok végtelensége
Jelölje {\displaystyle \mathbb {P} } a prímszámok halmazát. Tetszőleges {\displaystyle p\in \mathbb {P} }-re {\displaystyle \ N_{p}(0)} éppen a {\displaystyle p} többszöröseiből álló halmaz. Mivel az {\displaystyle 1}-en és a {\displaystyle -1}-en kívül minden egész szám előáll egy prím többszöröseként,
{\displaystyle \mathbb {Z} \setminus \{-1,+1\}=\bigcup _{p\in \mathbb {P} }N_{p}(0).}
Ha véges sok prímszám volna, akkor a jobb oldalon zárt halmazok véges uniója állna, amely így maga is zárt volna. De ez nem lehetséges, mert a bal oldalon egy véges halmaz komplementere áll, amely így nem zárt. Tehát végtelen sok prímszám van.